# Rhynchoglossum merrilliae
Rhynchoglossum merrilliae är en tvåhjärtbladig växtart som beskrevs av Friedrich Fritz Wilhelm Ludwig Kraenzlin. Rhynchoglossum merrilliae ingår i släktet Rhynchoglossum och familjen Gesneriaceae. Inga underarter finns listade i Catalogue of Life.